# الحجلة (أرحب)

تعديل مصدري - تعديل

الحجلة هي إحدى قرى عزلة المنصور بمديرية أرحب التابعة لمحافظة صنعاء، بلغ تعداد سكانها 95 نسمة حسب تعداد اليمن لعام 2004.